# Distoleon umbratus
Distoleon umbratus is een insect uit de familie van de mierenleeuwen (Myrmeleontidae), die tot de orde netvleugeligen (Neuroptera) behoort. 
Distoleon umbratus is voor het eerst wetenschappelijk beschreven door Navás in 1919.